# Ashton Hayes
Ashton Hayes era una parroquia civil situada en la autoridad unitaria de Cheshire Oeste y Chester, Inglaterra (Reino Unido). 
Estaba ubicada al sur de la región Noroeste de Inglaterra, cerca de la frontera con Gales, de la costa del mar de Irlanda y a poca distancia al sur de la ciudad de Liverpool.
La parroquia civil fue disuelta el 1 de abril de 2015.